# 李芷蓁
李芷蓁（1998年1月3日—），台灣女子羽球選手，現就讀臺北市立大學。其兄李洋也是羽毛球選手。曾隸屬合作金庫羽球隊，現為土地銀行羽球隊隊員。

## 簡歷
2018年9月23日，李芷蓁出戰雪梨羽毛球國際賽，與劉巧芸合作贏得女子雙打比賽冠軍。

## 主要比賽成績
| 年份   | 賽事                   | 公開賽級別 | 項目     | 拍檔   | 成績   |
| ------ | ---------------------- | ---------- | -------- | ------ | ------ |
| 2016年 | 雪梨羽毛球國際賽       | 國際系列賽 | 女子雙打 | 謝沛珊 | 準決賽 |
| 2018年 | 雪梨羽毛球國際賽       | 國際系列賽 | 女子雙打 | 劉巧芸 | 冠軍   |
| 2019年 | 葡萄牙羽毛球國際賽     | 國際系列賽 | 混合雙打 | 張課琦 | 冠軍   |
| 2019年 | 奧爾良羽毛球大師賽     | 超級100賽  | 女子雙打 | 程琪雅 | 準決賽 |
| 2019年 | 美國羽毛球公開賽       | 超級300賽  | 女子雙打 | 程琪雅 | 準決賽 |
| 2022年 | 斯洛文尼亞羽毛球國際賽 | 國際系列賽 | 女子雙打 | 張淨惠 | 準決賽 |
| 2022年 | 波恩羽毛球國際賽賽     | 未來系列賽 | 女子雙打 | 張淨惠 | 準決賽 |
| 2022年 | 南特羽毛球國際挑戰賽   | 國際挑戰賽 | 女子雙打 | 張淨惠 | 準決賽 |
| 2022年 | 台北羽毛球公開賽       | 超級300賽  | 混合雙打 | 張課琦 | 準決賽 |
| 2022年 | 雪梨羽毛球國際賽       | 國際系列賽 | 混合雙打 | 張課琦 | 準決賽 |
| 2022年 | 本迪戈羽毛球國際賽     | 國際挑戰賽 | 混合雙打 | 張課琦 | 冠軍   |
| 2022年 | 北港羽毛球國際賽       | 國際挑戰賽 | 混合雙打 | 張課琦 | 冠軍   |
| 2023年 | 荷蘭羽毛球國際賽       | 國際系列賽 | 女子雙打 | 許尹鏸 | 冠軍   |
| 2023年 | 荷蘭羽毛球國際賽       | 國際系列賽 | 混合雙打 | 蘇力瑋 | 準決賽 |
| 2023年 | 斯洛文尼亞羽毛球公開賽 | 國際挑戰賽 | 女子雙打 | 許尹鏸 | 亞軍   |
| 2023年 | 奧地利羽毛球公開賽     | 國際系列賽 | 女子雙打 | 許尹鏸 | 亞軍   |
| 2023年 | 塞班島羽毛球國際賽     | 國際挑戰賽 | 混合雙打 | 張課琦 | 準決賽 |
| 2024年 | 美國羽球公開賽         | 超級300賽  | 混合雙打 | 盧震   | 準決賽 |
| 2024年 | 越南羽毛球公開賽       | 超級100賽  | 女子雙打 | 林彥妤 | 準決賽 |
| 2024年 | 本迪戈羽毛球國際賽     | 國際挑戰賽 | 女子雙打 | 林彥妤 | 亞軍   |
| 2024年 | 本迪戈羽毛球國際賽     | 國際挑戰賽 | 混合雙打 | 陳政寬 | 亞軍   |
| 2024年 | 雪梨羽毛球國際賽       | 國際挑戰賽 | 女子雙打 | 林彥妤 | 亞軍   |
| 2024年 | 北港羽毛球國際賽       | 國際挑戰賽 | 女子雙打 | 林彥妤 | 冠軍   |
| 2024年 | 北港羽毛球國際賽       | 國際挑戰賽 | 混合雙打 | 陳政寬 | 冠軍   |
| 2025年 | 奧地利羽球公開賽       | 國際系列賽 | 混合雙打 | 林秉緯 | 準決賽 |

| 2007-2017年 | 首要超級賽 | 超級賽 | 黃金大獎賽 | 大獎賽 | 國際挑戰賽 | 國際系列賽 | 未來系列賽 | 其他 |

| 2018-2026年 | 總決賽 | 超級1000賽 | 超級750賽 | 超級500賽 | 超級300賽 | 超級100賽 | 國際挑戰賽 | 國際系列賽 | 未來系列賽 | 其他 |